# Пономарёв, Дмитрий Михайлович
Дмитрий Михайлович Пономарёв (15 августа 1897, с. Плещицы, Горецкий уезд, Могилёвская губерния — 24 апреля 1949, Ростов-на-Дону) — советский военачальник, полковник (1940).

## Начальная биография
Дмитрий Михайлович Пономарёв родился 15 августа 1897 года в селе Плещицы Ничипоровской волости Горецкого уезда Могилёвской губернии (ныне - Шкловский район).

## Военная служба

### Первая мировая и гражданская войны
18 августа 1915 года призван в ряды Русской императорской армии и направлен в учебную команду при 2-й Киевской школе прапорщиков, после окончания которой 1 мая 1916 года переведён в 201-ю запасную бригаду, дислоцированную в городе Быхов. В июле того же года назначен командиром отделения в составе Шуйского 118-го пехотного полка (30-я пехотная дивизия, 3-я армия), после чего принимал участие в боевых действиях на Западном фронте.
В мае 1917 года Д. М. Пономарёв переведён на должность взводного командира в 22-ю пехотную дружину, в июле избран членом полкового комитета, а после Октябрьской революции — членом демобилизационной комиссии при штабе 3-й армии в Полоцке. В феврале 1918 года демобилизован в чине старшего унтер-офицера.
3 марта 1918 года вступил во 2-й Смоленский революционный отряд, в составе которого назначен начальником связи, после чего принимал участие в боевых действиях против немецких войск в районе ст. Сиротина и Полоцка. В мае отряд преобразован в 1-й Смоленский революционный полк и затем направлен в Пензу с целью подавления восстания Чехословацкого корпуса в районе Пензы, Кузнецка, Сызрани, Батраков и Самары. В конце августа Д. М. Пономарёв был ранен, после чего лечился в госпитале, и по выздоровлении назначен на должность инструктора в Пензенском резервном батальоне, а в ноябре того же года — на должность инструктора на Пензенские пулемётные курсы.
В марте 1919 года направлен на учёбу на 1-е Московские пулемётные командные курсы, после окончания которых в июле направлен в 195-м стрелковый полк (Юго-Западный фронт), в составе которого служил начальником связи и начальником пулемётной команды и принимал участие в боевых действиях против войск под командованием А. И. Деникина городов Балашов и Новочеркасск, станиц Вёшенская, Грушевская, Персиановская, Багаевская и Манычская.
С февраля 1920 года находился в госпитале по ранению и по выздоровлении в марте назначен на должность начальника пулемётной команды особого отряда ВЧК и принимал участие в борьбе с казаками на Дону.
В мае Д. М. Пономарёв направлен на учёбу на пулемётное отделение Высшей стрелковой школы комсостава РККА, после окончания которого в ноябре 1920 года направлен в Приуральский военный округ, в котором служил секретарём инспекции и начальником пулемётной команды отдельного артиллерийского дивизиона в Екатеринбурге и Ирбите. В феврале 1921 года переведён в штаб Кавказского фронта на должность начальника пулемётной команды учебного пулемётного батальона.

### Межвоенное время
С октября 1921 года служил инструктором и преподавателем на Новочеркасских кавалерийских курсах, после расформирования которых в марте 1922 года назначен инспектором охраны Владикавказской железной дороги. С марта 1923 года Д. М. Пономарёв находился в отпуске по болезни, по выходе из которого в августе того же года направлен в 25-го стрелкового полка (9-я Донская стрелковая дивизия), где назначен на должность помощника начальника пулемётной команды, а в ноябре 1924 года — на должность командира пулемётной роты. С октября 1926 года служил в 220-м стрелковом Славянском полку (74-я стрелковая дивизия) командиром пулемётной роты, а с октября 1927 года — начальником полковой школы. В ноябре 1929 года направлен на учёбу на курс среднего комсостава на курсах «Выстрел», после окончания которых в июле 1930 года вернулся на прежнюю должность.
В мае 1931 года назначен командиром батальона в составе 65-го стрелкового полка (22-я стрелковая дивизия, Северокавказский военный округ), в феврале 1932 года — командиром батальона в составе 282-го стрелкового полка (94-я стрелковая дивизия, Забайкальская группа войск ОКДВА), дислоцированного в Канске, а в мае 1933 года — помощником командира 280-го стрелкового полка по материальному обеспечению, дислоцированного в Красноярске.
В августе 1937 года переведён на должность помощника командира по строевой части 318-го стрелкового полка (73-я стрелковая дивизия, Сибирский военный округ), дислоцированного в Славгород и в период с августа 1937 по сентябрь 1938 года временно исполнял должность командира полка. С сентября 1939 года служил командиром 634-го стрелкового полка (119-я стрелковая дивизия) и вскоре участвовал в ходе Советско-финляндской войны.
В апреле 1941 года назначен на должность заместителя командира 201-й стрелковой дивизии, дислоцированной в Тюмени. В мае дивизия была переведена в г. Пуховичи (Западный Особый военный округ), где вскоре была расформирована.

### Великая Отечественная война
С началом войны полковник Д. М. Пономарёв находился в распоряжении Военного совета Западного фронта и в конце июля направлен в распоряжение Военного совета 51-й армии в Крыму с целью назначения на должность командира стрелковой дивизии, но после прибытия 2 августа назначен начальником штаба Перекопской группы войск Крыма и с 4 ноября в составе оперативного отряда принимал участие в организации вывода 48-й кавалерийской дивизии из окружения по льду Азовского моря в районе Маргаритовки.
С 29 декабря 1941 года находился в распоряжении Военного совета Южного фронта. 11 февраля 1942 года назначен на должность заместителя командира 151-й стрелковой дивизии, а 15 марта — на должность начальника окружных курсов младших лейтенантов Северокавказского военного округа, находясь на которой с 20 июня принимал участие в боевых действиях на Южном фронте. 10 октября переведён на должность заместителя командира 320-й стрелковой дивизии (Северная группа войск Южного фронта), однако с 3 ноября 1942 года лечился в госпитале на лечении.
После выздоровления 2 февраля 1943 года направлен в распоряжение Военного совета Брянского фронта, где 21 февраля назначен на должность командира 399-й стрелковой дивизии, которая вела наступательные боевые действия в направлении Малоархангельска. 9 июля полковник Д. М. Пономарев освобождён с занимаемой должности, направлен в распоряжение Военного совета Центрального фронта и в августе назначен заместителем командира 81-й стрелковой дивизии, которая принимала участие в ходе Курской битвы и Черниговско-Припятской, Гомельско-Речицкой и Калинковичско-Мозырской наступательных операций.
С 10 февраля по 24 апреля 1944 года вновь лечился в госпитале после контузии и в начале июня направлен в распоряжение Военного совета 1-го Белорусского фронта и в августе назначен на должность начальника отдела боевой и физической подготовки 70-й армии, после чего принимал участие в наступательных боевых действиях севернее Варшавы вплоть до выхода к реке Нарев в районе Сероцка. 29 октября 1944 года армия выведена в резерв.
С начала января 1945 года полковник Д. М. Пономарев находился в распоряжении Военного совета 2-го Белорусского фронта, а затем — Главного управления кадров НКО и 19 апреля назначен заместителем командира 261-й стрелковой дивизии (Закавказский фронт), но фактически в должность не вступал.

### Послевоенная карьера
С 10 мая 1945 года исполнял должность заместителя командира 392-й стрелковой дивизии.
Полковник Дмитрий Михайлович Пономарёв 30 октября 1945 года вышел в запас. 
Умер 24 апреля 1949 года в Ростове-на-Дону.

## Награды
- Орден Ленина (21 февраля 1945);
- Орден Красного Знамени (03 ноября 1944);
- Орден Богдана Хмельницкого 2 степени (15 января 1944);
- Орден Красной Звезды (22 февраля 1941);
- Медали.